# Mark Diemers
Mark Diemers, né le 11 octobre 1993 à Leeuwarden aux Pays-Bas, est un footballeur néerlandais qui évolue au poste de milieu offensif à l'AEK Larnaca.

## Biographie

### Débuts professionnels
Natif de Leeuwarden aux Pays-Bas, Mark Diemers est formé par le SC Cambuur. En 2012, il rejoint le FC Utrecht, qui le prête dans la foulée au SC Cambuur.

### De Graafschap
En janvier 2016, Mark Diemers est prêté jusqu'à la fin de saison à De Graafschap. Il joue son premier match avec sa nouvelle équipe le 23 janvier suivant, contre l'Heracles Almelo. Il entre en jeu en cours de partie lors de cette rencontre perdue par les siens (2-1). 
En juin 2016, Diemers est définitivement transféré à De Graafschap. 
Lors de la saison 2017-2018, il marque onze buts en deuxième division. Il est l'auteur d'un triplé le 2 février 2018, lors de la réception de l'équipe réserve du FC Utrecht.

### Fortuna Sittard
Mark Diemers s'engage avec le Fortuna Sittard le 11 juin 2018, signant un contrat de trois ans. 
Lors de la saison 2018-2019, il inscrit sept buts en championnat. Il est notamment l'auteur de deux doublés, lors de la réception du PEC Zwolle puis du NAC Breda.
La saison suivante, il inscrit de nouveau sept buts en championnat. Le 26 octobre 2019, il est l'auteur d'un triplé, lors de la réception du VVV Venlo.

### Feyenoord
Le 19 juin 2020, est annoncé le transfert de Mark Diemers au Feyenoord Rotterdam, le joueur s'engageant pour trois saisons avec le club. Il était également courtisé par le FC Groningue mais a choisi finalement le Feyenoord. Le 12 septembre 2020, il fait ses débuts sous ses nouvelles couleurs lors d'un match d'Eredivisie face au PEC Zwolle. Il est titularisé et délivre une passe décisive pour Steven Berghuis lors de cette rencontre remportée par son équipe sur le score de deux buts à zéro. Le 1er novembre 2020, Diemers inscrit son premier but pour le Feyenoord, en transformant un penalty face au FC Emmen, en championnat. Son équipe s'impose par trois buts à deux ce jour-là.
Alors qu'il est annoncé partant lors de l'été 2021, Diemers se blesse au genou en août et est absent pour plusieurs semaines. Il ne se voit donc pas transféré.

### Hanovre 96
Le 4 janvier 2022, Mark Diemers est prêté jusqu'à la fin de la saison au club allemand de Hanovre 96.

### FC Emmen
Le 11 août 2022, Mark Diemers est cette fois prêté par Feyenoord au FC Emmen pour une saison,.

### AEK Larnaca
Le 2 septembre 2023, Mark Diemers quitte définitivement le Feyenoord Rotterdam pour s'engager en faveur de l'AEK Larnaca. Il signe un contrat de deux ans, soit jusqu'en mai 2025.